# دانشگاه ام البواقی
دانشگاه ام البواقی (عربی: جامعة أم البواقی‎) یا (عربی: جامعةالعربی بن مهیدی بأم البواقی‎) دانشگاهی است که در استان ام البواقی در الجزایر واقع شده است. این دانشگاه در سال ۲۰۱۳ تأسیس شد.